# 埃尔吉胡埃拉德拉谢拉
埃尔吉胡埃拉德拉谢拉，是西班牙卡斯蒂利亚-莱昂萨拉曼卡省的一个市镇。 总面积32平方公里，总人口316人（2001年），人口密度10人/平方公里。